# Гресія Кольменарес
Гресія Долорес Кольменарес Мьюссенс (ісп. Grecia Dolores Colmenares Mieussens) — венесуело-аргентинська акторка.

## Життєпис
Народилася 7 грудня 1962 року у Валенсії у родині француженки Гресії Мьюссенс та венесуельця Лісандро Ернесто Кольменареса. У сім'ї було четверо рідних дітей та одна прийомна донька. Коли Гресії було 5 років, батьки розлучилися, і діти опинилися повністю на утриманні матері. У 10-річному віці Гресія переїхала жити до її тітки в Каракасі у Венесуелі. Середню освіту здобула у школі Лісандро Раміреса та ліцеї Мальпіка. Акторській майстерності навчалася у режисера та драматурга Мігеля Торренса.

## Кар'єра
З ранніх років Гресія відчувала акторське покликання. Перша її роль — діви Марії у шкільному театрі у 9-річному віці. Тоді ж вона вмовила матір відвести на прослуховування на телеканал RCTV, де, обійшовши 30 претенденток, отримала роль у теленовелі «Ангеліка». Гресія 12-річною знову повернулася на телеекран, знявшись в одній з центральних ролей у теленовелі «Кароліна». 
До 1984 року Гресія Кольменарес продовжувала грати лише другорядні ролі, поки, нарешті, не знялася в теленовелі «Топаз», де роль сліпої дівчини Топаз стала її першою головною роллю. Це стало остаточним проривом у її кар'єрі. У 1985 році акторка знялася в серіалі «Нічия Марія», який став її першою аргентинською телероботою. Ця теленовела мала дуже великий успіх, через що Кольменарес переїхала працювати з Венесуели до Аргентини, де в 1991 році її кар'єра опинилася на піку — вона знялася в спільній італійсько-аргентинській теленовлі «Мануела», в якій зіграла одночасно дві ролі двох кровних сестер. У 1996 році її кар'єра пішла на спад, оскільки теленовела «Вірність кохання» (де вона знову зіграла одночасно двох сестер) отримала не дуже високі рейтинги і в результаті була знята з показу. З 2001 року разом із сім'єю живе в Маямі, Флорида, США.

## Родина
1979 року в 17-річному віці Кольменарес одружилася з актором Генрі Заком. Шлюб тривав трохи більше року (Кольменарес була вагітна, але стався викидень), після чого розійшлися і остаточно розлучилися 1983 року. З 10 вересня 1986 до 2005 року Гресія Кольменарес була одружена з підприємцем Марсело Пелегрі. У шлюбі 4 вересня 1992 року народила сина Джанфранко Пелегрі Кольменареса.

## Фільмографія
| Рік  |   | Українська назва           | Оригінальна назва      | Роль                           |
| ---- | - | -------------------------- | ---------------------- | ------------------------------ |
| 1976 | с | Кароліна                   | Carolina               | Бланкіта                       |
| 1979 | с | Блакитна кров              | Sangre azul            |                                |
| 1979 | с | Естефанія                  | Estefania              | Ана Марія Ескобар              |
| 1980 | с | Елізабет                   | Elizabeth              | Лурдес                         |
| 1981 | с | Марієлена                  | Marielena              |                                |
| 1981 | с | Розалінда                  | Rosalinda              | Розалінда                      |
| 1984 | с | Асусена                    | Azucena                | Асусена Родрігес               |
| 1984 | с | Топаз                      | Topacio                | Топаз                          |
| 1985 | с | Нічия Марія                | María de nadie         | Марія                          |
| 1987 | с | Гресія                     | Grecia                 | Гресія                         |
| 1988 | с | Пристрасті                 | Pasiones               | Мілагрос Сарменто              |
| 1989 | с | Заколотниця                | Rebelde                | Марина Рольдан                 |
| 1990 | с | Роман                      | Romanzo                | Джаніна                        |
| 1991 | с | Мануела                    | Manuela                | Мануела / Ісабель              |
| 1992 | с | Перше кохання              | Primer amor            | Марія-Інес                     |
| 1994 | с | Дівчина на ім'я Доля       | Más allá del horizonte | Мілагрос / юна Марія Оласабаль |
| 1994 | с | День, коли ти мене полюбиш | El dia que me quieras  | Соледад                        |
| 1996 | с | Вірність кохання           | Amor sagrado           | Єва / Анхелес                  |
| 1999 | с | Дітвора                    | Chiquititas            | Ана Пісарро                    |
| 2000 | с | Життя у борг               | Vidas prestadas        | Фернанда Валенте Лопес         |

## Нагороди та відзнаки
| Рік  | Нагорода       | Категорія        | Робота       | Результат |
| ---- | -------------- | ---------------- | ------------ | --------- |
| 1991 | TP de Oro      | Найкраща акторка | Топачо       | Номінація |
| 2012 | Премія Карлоса | Найкраща акторка | 14 мільйонів | Номінація |